# Élections générales britanniques de 2010 à Édimbourg
Des élections générales britanniques ont lieu le 6 mai 2010 pour élire la 55e législature du Parlement du Royaume-Uni. Édimbourg élit 5 des 59 députés écossais.

## Résultats

### Global
| Partis | Partis                        | Voix    | Voix  | Voix       | Total des sièges | Total des sièges | Total des sièges |
| Partis | Partis                        | Votes   | %     | +/−        | Sièges           | +/−              |                  |
| ------ | ----------------------------- | ------- | ----- | ---------- | ---------------- | ---------------- | ---------------- |
|        | Parti travailliste            | 82 623  | 37,06 | 4,11       | 4 / 5            | stagnation       |                  |
|        | Libéraux-démocrates           | 63 544  | 28,50 | 3,05       | 1 / 5            | stagnation       |                  |
|        | Parti conservateur            | 42 682  | 19,15 | 0,18       | 0 / 5            | stagnation       |                  |
|        | Parti national écossais       | 27 700  | 12,43 | 1,92       | 0 / 5            | stagnation       |                  |
|        | Parti vert                    | 4 850   | 2,18  | 1,84       | 0 / 5            | stagnation       |                  |
|        | TUSC                          | 507     | 0,23  |            | 0 / 5            |                  |                  |
|        | Parti libéral                 | 389     | 0,17  |            | 0 / 5            |                  |                  |
|        | Parti socialiste              | 319     | 0,14  | 1,34       | 0 / 5            | stagnation       |                  |
|        | Parti travailliste socialiste | 141     | 0,06  |            | 0 / 5            |                  |                  |
|        | Ligue communiste              | 48      | 0,02  |            | 0 / 5            |                  |                  |
|        | Autres                        | 128     | 0,06  |            | 0 / 5            | stagnation       |                  |
| Total  | Total                         | 222 931 | 100   | stagnation | 5 / 5            | stagnation       |                  |

### Par circonscription

#### Edinburgh East
| Candidats                      | Candidats                      | Partis                               | Voix   | %    | +/− |
| ------------------------------ | ------------------------------ | ------------------------------------ | ------ | ---- | --- |
|                                | Sheila Gilmore                 | Parti travailliste                   | 17 314 | 43,4 | 3,4 |
|                                | George Kerevan                 | Parti national écossais              | 8 133  | 20,4 | 3,4 |
|                                | Beverley Hope                  | Libéraux-démocrates                  | 7 751  | 19,4 | 5,0 |
|                                | Martin Donald                  | Parti conservateur                   | 4 358  | 10,9 | 0,6 |
|                                | Robin Harper                   | Parti vert                           | 2 035  | 5,1  | 0,6 |
|                                | Gary Clark                     | Coalition syndicaliste et socialiste | 274    | 0,7  |     |
| Total (Participation : 65,4 %) | Total (Participation : 65,4 %) | Total (Participation : 65,4 %)       | 39 865 | 100  |     |

#### Edinburgh North and Leith
| Candidats                      | Candidats                      | Partis                               | Voix   | %    | +/− |
| ------------------------------ | ------------------------------ | ------------------------------------ | ------ | ---- | --- |
|                                | Mark Lazarowicz                | Parti travailliste                   | 17 740 | 37,5 | 3,2 |
|                                | Kevin Lang                     | Libéraux-démocrates                  | 16 016 | 33,8 | 4,6 |
|                                | Iain McGill                    | Parti conservateur                   | 7 079  | 14,9 | 3,7 |
|                                | Calum Cashley                  | Parti national écossais              | 4 568  | 9,6  | 0,5 |
|                                | Kate Joester                   | Parti vert                           | 1 062  | 2,2  | 3,6 |
|                                | John Hein                      | Parti libéral                        | 389    | 0,8  |     |
|                                | Willie Black                   | Coalition syndicaliste et socialiste | 233    | 0,5  |     |
|                                | David Jacobsen                 | Parti travailliste socialiste        | 141    | 0,3  |     |
|                                | Cameron MacIntyre              | Indépendant                          | 128    | 0,3  |     |
| Total (Participation : 68,4 %) | Total (Participation : 68,4 %) | Total (Participation : 68,4 %)       | 47 356 | 100  |     |

#### Edinburgh South
| Candidats                      | Candidats                      | Partis                         | Voix   | %    | +/− |
| ------------------------------ | ------------------------------ | ------------------------------ | ------ | ---- | --- |
|                                | Ian Murray                     | Parti travailliste             | 15 215 | 34,7 | 1,5 |
|                                | Fred Mackintosh                | Libéraux-démocrates            | 14 899 | 34,0 | 1,7 |
|                                | Neil Hudson                    | Parti conservateur             | 9 452  | 21,6 | 2,5 |
|                                | Sandy Howat                    | Parti national écossais        | 3 354  | 7,7  | 1,5 |
|                                | Steve Burgess                  | Parti vert                     | 881    | 2,0  | 1,2 |
| Total (Participation : 73,8 %) | Total (Participation : 73,8 %) | Total (Participation : 73,8 %) | 43 801 | 100  |     |

#### Edinburgh South West
| Candidats                      | Candidats                      | Partis                         | Voix   | %    | +/− |
| ------------------------------ | ------------------------------ | ------------------------------ | ------ | ---- | --- |
|                                | Alistair Darling               | Parti travailliste             | 19 473 | 42,8 | 3,0 |
|                                | Jason Rust                     | Parti conservateur             | 11 026 | 24,3 | 1,0 |
|                                | Tim McKay                      | Libéraux-démocrates            | 8 194  | 18,0 | 3,0 |
|                                | Kaukab Stewart                 | Parti national écossais        | 5 530  | 12,2 | 1,6 |
|                                | Clare Cooney                   | Parti vert                     | 872    | 1,9  | 1,5 |
|                                | Colin Fox                      | Parti socialiste               | 319    | 0,7  | 0,6 |
|                                | Caroline Bellamy               | Ligue communiste               | 48     | 0,1  |     |
| Total (Participation : 68,5 %) | Total (Participation : 68,5 %) | Total (Participation : 68,5 %) | 45 462 | 100  |     |

#### Edinburgh West
| Candidats                      | Candidats                      | Partis                         | Voix   | %    | +/−  |
| ------------------------------ | ------------------------------ | ------------------------------ | ------ | ---- | ---- |
|                                | Michael Crockart               | Libéraux-démocrates            | 16 684 | 35,9 | 13,6 |
|                                | Cameron Day                    | Parti travailliste             | 12 881 | 27,7 | 9,1  |
|                                | Stewart Geddes                 | Parti conservateur             | 10 767 | 23,2 | 3,7  |
|                                | Sheena Cleland                 | Parti national écossais        | 6 115  | 13,2 | 4,1  |
| Total (Participation : 71,3 %) | Total (Participation : 71,3 %) | Total (Participation : 71,3 %) | 46 447 | 100  |      |

### Députés élus
| Circonscription           | Député sortant | Député sortant   | Député élu | Député élu       |
| ------------------------- | -------------- | ---------------- | ---------- | ---------------- |
| Edinburgh East            |                | Gavin Strang     |            | Sheila Gilmore   |
| Edinburgh North and Leith |                | Mark Lazarowicz  |            | Mark Lazarowicz  |
| Edinburgh South           |                | Nigel Griffiths  |            | Ian Murray       |
| Edinburgh South West      |                | Alistair Darling |            | Alistair Darling |
| Edinburgh West            |                | John Barrett     |            | Michael Crockart |